# Jean-Guy Proulx
Jean-Guy Proulx (* 6. Juni 1949 in Greater Sudbury/Ontario) ist ein kanadischer Organist und Musikpädagoge.

## Leben
Proulx studierte bei Pauline Charron, Antoine Bouchard, Antoine Reboulot, Robert Weisz und Jeanne Landry. Als Stipendiat der kanadischen Regierung und der Provinzregierung von Québec besuchte er im Rahmen der Zomeracademie voor organisten in Haarlem Orgelklassen von Luigi Ferdinando Tagliavini, Ewald Koimann und Daniel Roth. 1969 wurde er Organist an der Kathedrale Saint-Germain in Rimouski, wo er 1971 zu den Gründern der Amis de l'orgue de Rimouski gehörte. 1979 war er an der Restauration der großen Casavant-Orgel durch die Orgelbaufirma Guilbault-Thérien Inc beteiligt. Auch später wirkte er als Berater beim Kauf und der Restauration von Orgeln in der Provinz Québec mit.
Neben seiner Laufbahn als Organist mit Auftritten in Kanada und den USA unterrichtete Proulx ab 1979 am Conservatoire de Rimouski. Von 1983 bis 1990 war er Mitglied des Conseil national de musique pour la liturgie.